# Universitat Eötvös Loránd

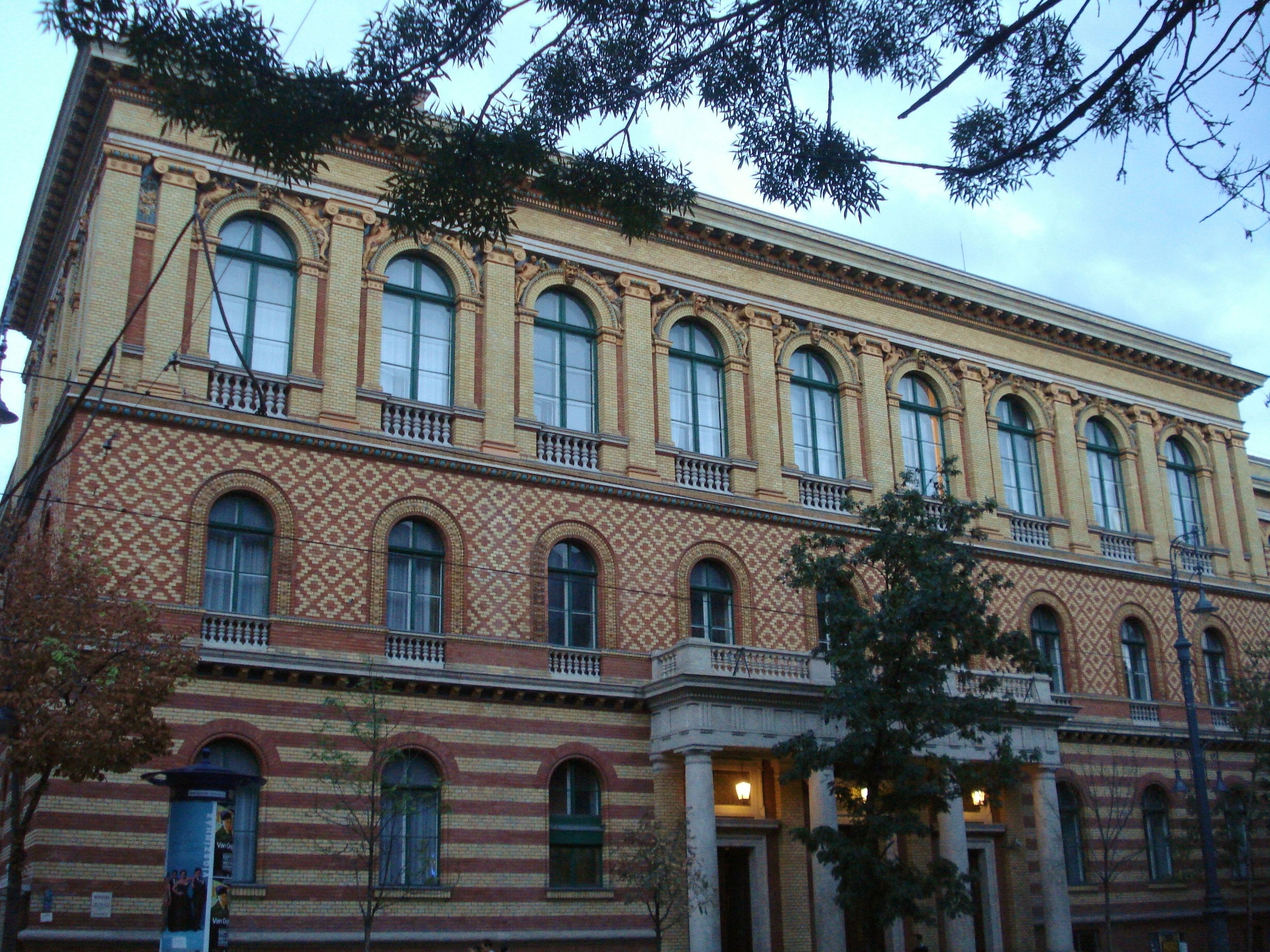
Un dels edificis de la Facultat de Lletres de la Universitat Eötvös Loránd.

La Universitat Eötvös Loránd (en hongarès: Eötvös Loránd Tudományegyetem, també coneguda amb l'acrònim ELTE) és una universitat pública hongaresa amb seu a Budapest. Porta el nom del físic hongarès Loránd Eötvös.

## Història
Va ser fundada el 1635 a Nagyszombat (avui dia Trnava, Eslovàquia) per l'arquebisbe i teòleg Péter Pázmány i cedida als jesuïtes. Al principi, la universitat només tenia dues facultats: la de Lletres i la de Teologia. La facultat de Dret fou creada el 1667, i la de Medicina el 1769. Després de la supressió de la Companyia de Jesús per part de Papa Climent XIV el 1767, la universitat es va traslladar a Buda el 1777, d'acord amb la voluntat de qui n'havia estat el fundador. Finalment, l'ELTE va ser traslladada a Pest el 1784. L'educació es va impartir en llatí fins al 1844, moment en què s'hi va introduir l'hongarès com a llengua oficial. Les dones hi van ser admeses per primera vegada el 1895.
La universitat va rebre el nom d'"Universitat de Budapest" el 1921, data en què també va ser rebatejada amb el nom "Universitat Pázmány Péter". La secció de Ciències es va inaugurar el 1949. Finalment, el 1950, la universitat va canviar de nom per última vegada, i es va passar a dir "Universitat Eötvös Loránd", nom que encara conserva avui dia.

## Actualment
El 2008 la universitat tenia 8 facultats i més de 30.000 estudiants. D'acord amb la Classificació Acadèmica d'Universitats de la Universitat de Xangai Jiao Tong (2005), és la segona millor universitat d'Hongria, després de la Universitat de Szeged.